# مارسيل ماهوفيه
مارسيل ماهوفيه (بالفرنسية: Marcel Mahouvé)‏ (مواليد 16 يناير 1973) هو لاعب كرة قدم. يلعب مع منتخب الكاميرون لكرة القدم. سبق له أن لعب في كأس العالم لكرة القدم مع منتخب بلاده.

## روابط خارجية
- مارسيل ماهوفيه على موقع الاتحاد الدولي (مؤرشف)  (الإنجليزية)
- مارسيل ماهوفيه على موقع قاعدة بيانات كرة القدم.إي يو (الإنجليزية)
- مارسيل ماهوفيه على موقع ناشيونال فوتبول تيمز (الإنجليزية)
- مارسيل ماهوفيه على موقع عالم كرة القدم.نت (الإنجليزية)